# Rüber
Pour les articles homonymes, voir Ruber.
Rüber est une municipalité du Verbandsgemeinde Maifeld, dans l'arrondissement de Mayen-Coblence, en Rhénanie-Palatinat, dans l'ouest de l'Allemagne.

## Illustrations

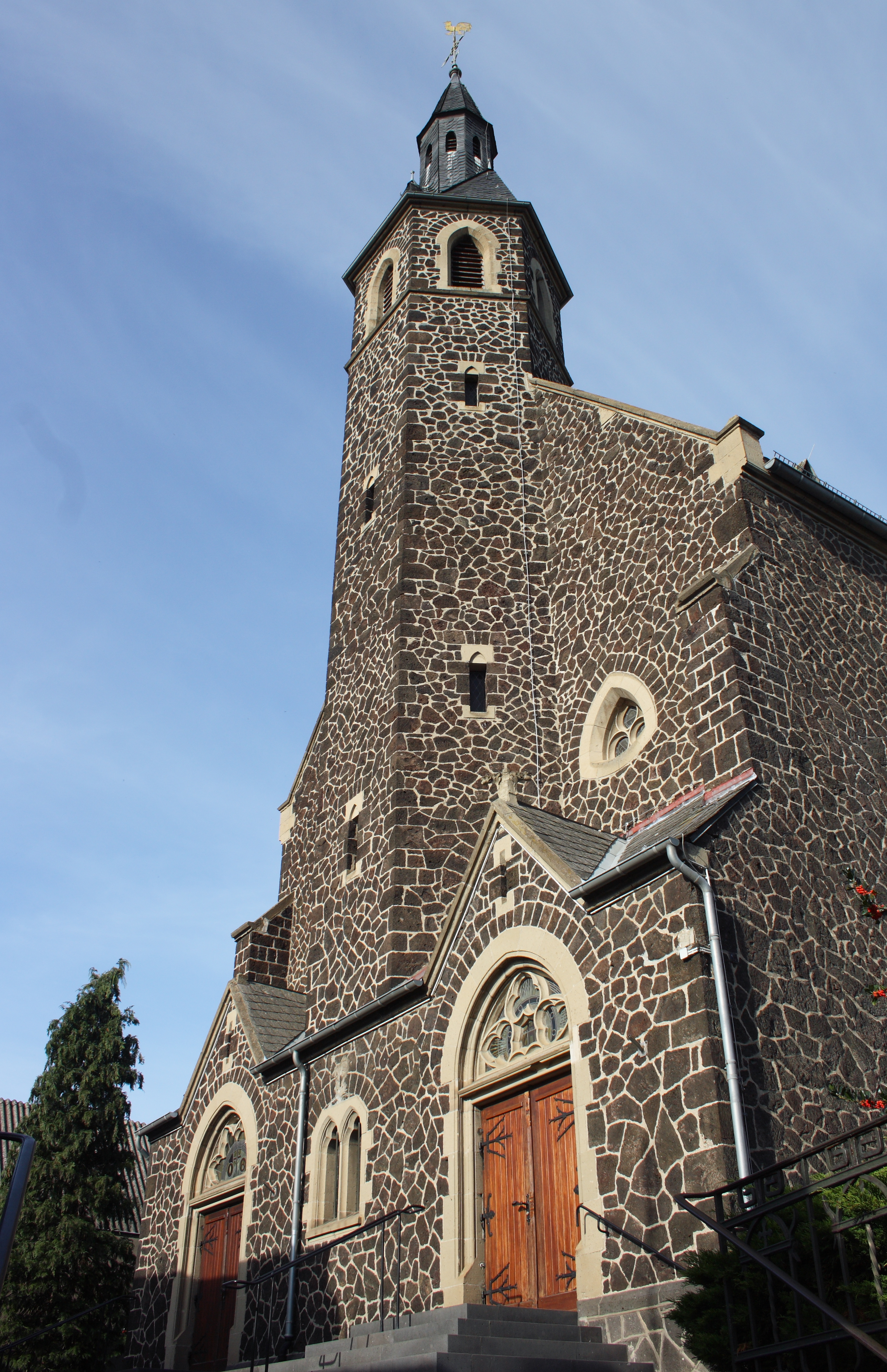
Église St. Margaretha de Rüber
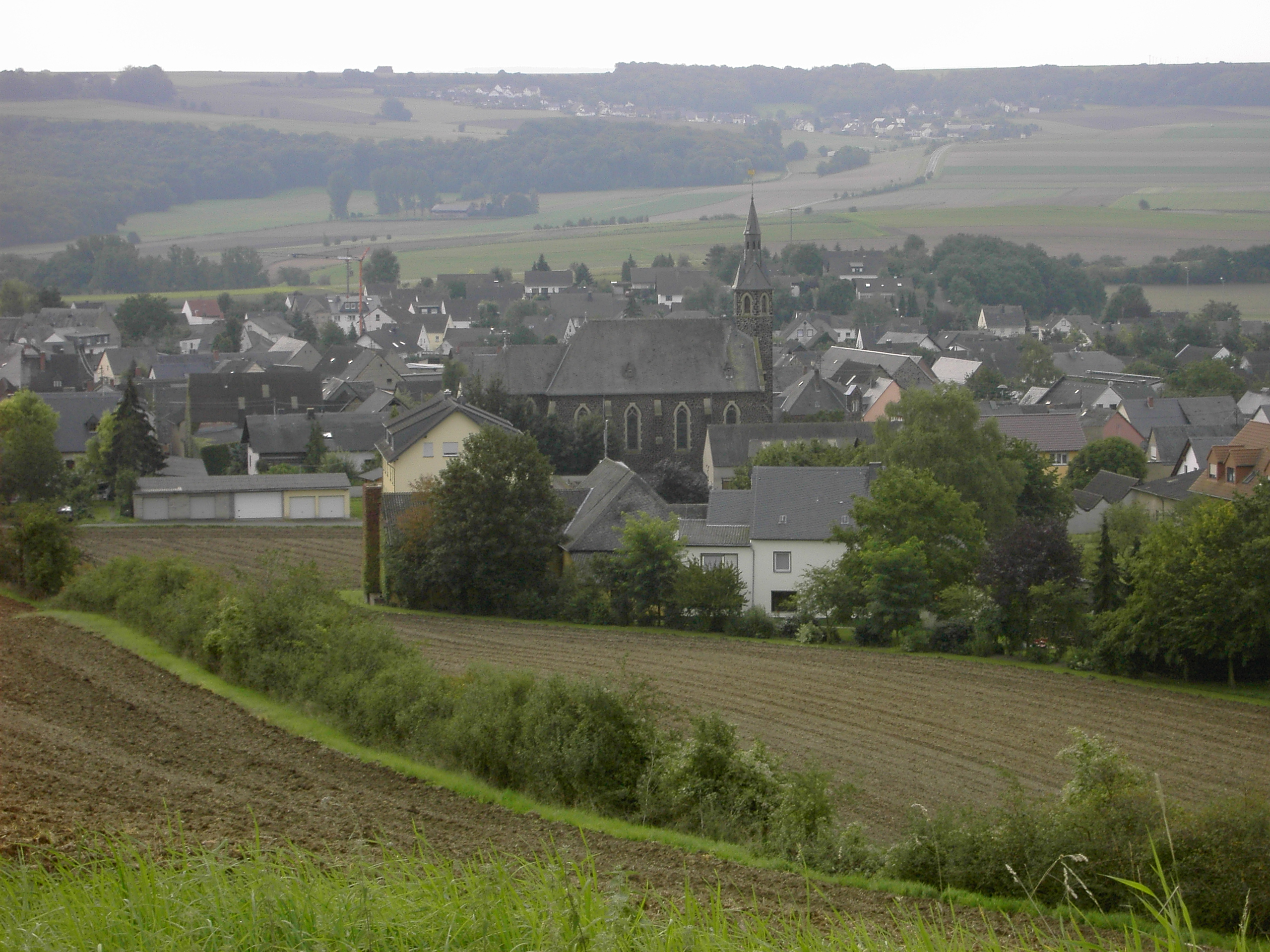
Vue sur Rüber